# أنتوني ميتشيل (لاعب دوري الرغبي)
أنتوني ميتشيل (بالإنجليزية: Anthony Mitchell)‏ هو لاعب دوري الرغبي أسترالي، ولد في 27 مايو 1989 في بريزبان في أستراليا.